# Saint-Gilles (Ille-et-Vilaine)
Saint-Gilles è un comune francese di 3 835 abitanti situato nel dipartimento dell'Ille-et-Vilaine nella regione della Bretagna.

## Società

### Evoluzione demografica
Abitanti censiti